# Poliporo

Poliporos crescendo numa árvore em Bornéu.

Poliporos são um grupo de cogumelos porosos rijos ou lenhosos, semelhantes aos boletos, embora normalmente não possuam pé. A distinção técnica entre os dois tipos de cogumelos é que os poliporos não têm o tecido portador de esporos contínuo cobrindo toda a parte inferior do cogumelo. Muitos poliporos são "fungos prateleira". Esta forma de cescimento existe em muitas linhas evolutivas diferentes entre os basidiomicetes superiores. Apesar de muitas espécies de poliporos serem membros de Polyporales, existem muitos poliporos que pertencem a outros grupos.
Os poliporos são geralmente encontrados em troncos em decomposição, e são resistentes à decomposição, ao ponto de eles próprios durarem muitas vezes o tempo suficiente para que musgo se desenvolva sobre eles. A resistência à decomposição deve-se à capacidade do cogumelo de produzir compostos com actividade anti-patogénica.

## Géneros
De modo geral, este grupo inclui trinta géneros:
- Abundisporus
- Daedaleopsis
- Fibroporia
- Ganoderma
- Gloeophyllum
- Haploporus
- Laetiporus (exemplo : Laetiporus sulphureus)
- Loweporus
- Panus
- Perenniporia
- Polyporus
- Poria
- Pycnoporus
- Pycnoporellus

## Usos medicinais
Os poliporos comestíveis são comuns na natureza e segundo o micologista Steve Brill, não existem relatos de espécies venenosas. Alguns poliporos são usados com propósitos rituais e utilitários há muito tempo; o famoso Homem do Gelo levava consigo duas espécies de poliporos.  Piptoporus betulinus, notável pelas suas propriedades anti-bacterianas, e Fomes fomentarius, o qual embora possua também propriedades medicinais, seria mais provavelmente usado para acender fogueiras.
Dois poliporos medicinais em uso na actualidade são Ganoderma lucidum (Reishi ou Lingzhi) e Trametes versicolor.  Além do seu uso tradicional na medicina herbalista, as investigações contemporâneas sugeriram muitas aplicações para os poliporos no tratamento de doenças relacionadas com o sistema imunitário e recuperação de cancro.
Em estudos publicados em periódicos científicos sujeitos a revisão por pares, alguns cogumelos poliporos mostraram ser úteis no tratamento de uma grande variedade de enfermidades, incluindo infecções bacterianas, cancro, alergias, diabetes mellitus, e problemas neurológicos.